# RSS Impeccable
Le RSS Impeccable est un sous-marin de la marine de Singapour, le deuxième navire de la classe Invincible.

## Conception
Le RSS Impeccable est le deuxième d’une série de quatre sous-marins de type 218SG, construits par ThyssenKrupp Marine Systems (TKMS) pour la Marine de la république de Singapour,. ThyssenKrupp Marine Systems est l’une des principales entreprises navales au monde, avec environ 6 500 employés, et son activité porte sur la fourniture de systèmes pour les sous-marins et les navires de surface, ainsi que pour l’électronique maritime et les technologies de sécurité. Environ 3 600 personnes travaillent sur le site de Kiel, ce qui en fait le plus grand chantier naval d’Allemagne. ThyssenKrupp Marine Systems offre à ses clients du monde entier des solutions sur mesure.
Les quatre nouveaux sous-marins de la classe Invincible doivent remplacer la flotte existante des classes Challenger (classe Sjöormen) et Archer (classe Västergötland) actuellement exploitées par la marine singapourienne. Les sous-marins de la classe Invincible sont conçus sur mesure pour les opérations dans les eaux tropicales peu profondes, denses et animées de Singapour. Ils possèdent une endurance plus longue et une charge utile plus élevée. Ils sont parmi les sous-marins diesel-électriques les plus modernes au monde, et disposent de nombreuses solutions personnalisées et des dernières technologies. Ils sont basés sur le Type 214 et le Type 212A dans leur conception. Selon TKMS, les navires sont conçus avec une faible signature acoustique. Leur système de propulsion indépendant de l’air externe, basé sur la technologie des piles à combustible, permet aux bateaux de rester en immersion plus longtemps, environ 50% plus longtemps que les sous-marins de la classe Archer. Ils peuvent voyager à une vitesse de plus de 15 nœuds lorsqu’ils sont immergés, et de plus de 10 nœuds (environ 19 km/h) en surface. Avec une longueur d’environ 70 mètres, une largeur de 6,3 m et un déplacement d’environ 2 000 tonnes, ils sont actuellement les plus grands sous-marins jamais construits chez TKMS,,,,,.
Ces sous-marins sont dotés d’un gouvernail arrière en forme de X pour des manœuvres plus précises. Les sous-marins sont équipés d’un système de combat conçu par Atlas Elektronik et ST Electronics et armés de systèmes de combat modernes, dont huit tubes lance-torpilles de 533 mm,.
Chaque bateau est piloté par un équipage de 28 personnes, et construit avec des consoles de conduite personnalisées pour s’adapter au gabarit plus petit des personnels de la RSN. Tous les membres de l’équipage ont également leur propre couchette pour dormir, contrairement à la pratique de « bannette chaude » qui consiste à faire partager la même couchette au personnel des différents quarts. Il y aura également des lits d’appoint pour accueillir du personnel supplémentaire. Chaque couchette aura un système de divertissement multimédia, similaire à ceux qu’on trouve sur les avions commerciaux. Contrairement aux sous-marins actuels des classes Archer et Challenger, qui nécessitent que l’équipage passe par des espaces communs pour se rendre aux douches, les sous-marins de la classe Invincible comprennent des installations de salle de bains pour assurer l’intimité des futures femmes sous-marinières à bord.

## Engagements
En décembre 2013, le ministère de la Défense de Singapour (MINDEF) a attribué un contrat de 1,36 milliard de dollars au constructeur allemand Thyssenkrupp Marine Systems (TKMS) pour la construction des deux premiers sous-marins de type 218SG,, : les futurs RSS Invincible et RSS Impeccable. La construction du RSS Invincible a commencé en 2014. Le sous-marin a été lancé en février 2019 et a commencé ses essais en mer en 2020. La livraison de l'Invincible, initialement prévue pour 2021, a été reportée en raison de la pandémie de Covid-19. L'Invincible sera livré à Singapour en 2023.
Plus tard, en 2017, Singapour a attribué un autre contrat à TKMS pour l’achat de deux sous-marins supplémentaires de même type, les futurs RSS Illustrious et Inimitable. Le quatrième navire, le RSS Inimitable, est encore en construction,,.
Le RSS Impeccable a été lancé le 13 décembre 2022 à Kiel en Allemagne, en même temps que son sister-ship le RSS Illustrious, le troisième bateau de la série. La cérémonie a eu lieu au chantier naval TKMS à Kiel. Parmi les 350 invités figuraient le chancelier allemand Olaf Scholz, le Premier ministre de Singapour Lee Hsien Loong, le ministre de la Défense singapourien, le Dr. Ng Eng Hen, le ministre des Affaires étrangères Vivian Balakrishnan, le Vizeadmiral Jan Christian Kaack, chef de la marine allemande, le contre-amiral Aaron Beng, commandant des forces navales de la Marine de la république de Singapour (RSN), Oliver Burkhard, le chef de l’exécutif de la Defence Science and Technology Agency (DSTA), M. Mervyn Tan, et d’autres représentants de haut rang de la défense des deux pays. Suivant une longue tradition navale, la marraine des deux navires était Mme Ho Ching, l’épouse du Premier ministre. Elle a lancé les deux bateaux simultanément,,,, en fracassant une bouteille de champagne contre leurs coques.
Dans son discours lors de la cérémonie, le Premier ministre Lee a souligné l’importance des sous-marins, déclarant que « Singapour est une nation maritime et nous dépendons fortement de la libre circulation des biens et des services à travers la mer pour notre prospérité et notre survie. La RSN a pour mission cruciale de maintenir nos lignes de communication maritimes ouvertes. Les sous-marins fournissent à la RSN une capacité supplémentaire pour remplir son rôle. » 
Le MINDEF avait précédemment déclaré que la pandémie de COVID-19 avait retardé la livraison du premier nouveau sous-marin, qui devait initialement avoir lieu en 2021. Le lancement des deux sous-marins suivants, malgré les défis posés par la COVID-19, souligne la résilience des FAS, RSN et DSTA. Il marque une étape clé dans le parcours de modernisation des sous-marins de la RSN.
Lors d’une conférence de presse, le ministère a déclaré que les sous-marins seraient livrés à Singapour à partir de 2023, après avoir subi une série d’essais intensifs en mer,,,,.
À l’issue de la double cérémonie de baptême, ThyssenKrupp Marine Systems et ST Engineering, basée à Singapour, ont signé un accord de partenariat pour fournir des services de support en service et de garantie pour les quatre sous-marins diesel-électriques de classe Invincible. L’accord formalise et renforce la coopération à long terme entre les deux sociétés. L’accord couvre à la fois les services de garantie et le support en service pour les quatre sous-marins de la classe Invincible, garantissant qu’ils sont bien entretenus à Singapour tout au long de leur durée de vie opérationnelle,,,.
Le RSS Impeccable n’est pas allé à Singapour par ses propres moyens. Il a été jugé plus sûr et plus économique de le faire transporter pour son voyage vers la république de Singapour. Il a été chargé en mai 2023 sur un navire semi-submersible, le transporteur de colis lourd Rolldock Storm, un navire de 151 mètres de long, en service depuis 2014. Appartenant à l’armateur néerlandais Roll Group, le Rolldock Storm est spécialisé dans le convoyage de sous-marins. Par le passé, il a notamment effectué le convoyage vers le Viêt Nam de sous-marins de classe Kilo construits en Russie.